# Mów mi dobrze
Mów mi dobrze – czwarty album polskiego zespołu happysad. Wydany 19 października 2009 przez Mystic Production.
Jest on o wiele radośniejszy i bardziej energiczny od poprzedniego, by nie powiedzieć, że jest jego niemal kompletnym przeciwieństwem. Oprócz „W piwnicy u dziadka”, który to utwór ukazał się na wydawnictwie koncertowym, oraz „Nie ma nieba” wpisanym już od roku na koncertową setlistę zespołu, na „Mów mi dobrze” znajduje się jeszcze 10 premierowych piosenek. Autorem tekstów jest Kuba Kawalec, zaś muzykę stworzył cały zespół.
Na nowym albumie zespół po raz kolejny poszerza swoje instrumentarium - Daniel Pomorski, który na stałe dołączył do składu zespołu wiosną 2009 prócz partii trąbki zagrał również na klawiszach i akordeonie. Ponadto na płycie gościnnie w czterech utworach zaśpiewała Kasia Gierszewska z zaprzyjaźnionego zespołu trzydwa%UHT.
Nagranie płyty zrealizowano w studiach S4 i S3 Polskiego Radia pod okiem i uchem Leszka Kamińskiego odpowiedzialnego za brzmienie poprzednich wydawnictw zespołu – Nieprzygody oraz koncertowego DVD\CD.
Album uzyskał status złotej płyty.

## Lista utworów
| 1.  | „Ciało i rozum”         | 3:50  |
|     |                         |       |
| 2.  | „Mów mi dobrze”         | 3:18  |
|     |                         |       |
| 3.  | „Kostuchna”             | 3:50  |
|     |                         |       |
| 4.  | „Taką wodą być”         | 4:01  |
|     |                         |       |
| 5.  | „Nie ma nieba”          | 2:52  |
|     |                         |       |
| 6.  | „Pętla”                 | 3:16  |
|     |                         |       |
| 7.  | „Pani K”                | 3:31  |
|     |                         |       |
| 8.  | „W piwnicy u dziadka”   | 4:44  |
|     |                         |       |
| 9.  | „Made in China”         | 3:03  |
|     |                         |       |
| 10. | „Sami sobie”            | 3:28  |
|     |                         |       |
| 11. | „Lęki i fobie”          | 3:50  |
|     |                         |       |
| 12. | „My się nie chcemy bić” | 4:26  |
|     |                         |       |
|     |                         | 44:09 |
|     |                         |       |

## Single
- 2009: „Mów mi dobrze”
- 2010: „Taką wodą być”
- 2010: „Made in China”

## Sprzedaż
| Lista | Kraj   | Pozycja |
| ----- | ------ | ------- |
| OLiS  | Polska | 7       |